# 모락고등학교
모락고등학교(慕洛高等學校)는 대한민국 경기도 의왕시 오전동에 위치한 공립 고등학교이다.

## 학교 연혁
- 2013년 1월 4일 : 모락고등학교 설치 조례 제정 (경기도조례 제4513호)
- 2013년 3월 1일 : 개교, 초대 양호형 교장 부임
- 2013년 3월 4일 : 제1회 입학식(8학급 245명) (남 127명, 여 118명)
- 2016년 2월 3일 : 제1회 졸업식(8학급 234명) (남 120명, 여 114명)
- 2018년 9월 1일 : 제2대 김순호 교장 부임
- 2019년 3월 4일 : 제7회 입학식(8학급 182명) (남 102명, 여 80명)
- 2020년 2월 4일 : 제5회 졸업식(8학급 233명) (남 114명, 여 119명)

## 참고 자료
- 모락고등학교 - 한국교육학술정보원 학교알리미